# Per manum
«Per manum» (с лат.  — «Вручную») — 13-й эпизод 8-го сезона сериала «Секретные материалы». Премьера состоялась 18 февраля 2001 года на телеканале FOX. Эпизод позволяет более подробно раскрыть так называемую «мифологию сериала», заданную в пилотной серии.
Режиссёр — Ким Мэннэрс, авторы сценария — Крис Картер и Фрэнк Спотниц, приглашённые актёры — Митч Пиледжи, Джей Аковоне, Адам Болдуин, Стивен Андерсон, Меган Фоллоус, Дэвид Перэм, Марк Сноу и Саксон Трейнор.
В США серия получила рейтинг домохозяйств Нильсена, равный 9,4, который означает, что в день выхода серию посмотрели 16 миллионов человек.
Главные герои серии — Дана Скалли (Джиллиан Андерсон) и её новый напарник Джон Доггетт (Роберт Патрик) (после похищения Фокса Малдера (Дэвид Духовны) инопланетянами), агенты ФБР, расследующие сложно поддающиеся научному объяснению преступления, называемые Секретными материалами.

## Сюжет
Скалли и Доггетт расследуют дела нескольких женщин, которые не могли забеременеть естественным путём, но были похищены и забеременели инопланетными детьми. Вскоре Скалли начинает волноваться о своей беременности.